# Estados Unidos nos Jogos Paralímpicos de Verão de 1972
Estados Unidos participou dos Jogos Paralímpicos de Verão de 1972, que foram realizados na cidade de Heidelberga, na então Alemanha Ocidental (1949–1990), entre os dias 2 e 11 de agosto de 1972.
A delegação norte-americana encerrou a participação com 74 medalhas, das quais 17 de ouro.